# Cenzura
Cenzura je postupak nadziranja slobode izražavanja. Cenzura se može provoditi u širokom rasponu korištenih sredstava i postupaka, od uništavanja nepoželjnih sredstava izražavanja, preko brisanja ili precrtavanja nepoželjnih dijelova, do mijenjanja, izokretanja, odnosno falsificiranja onih dijelova koji se ne podudaraju sa svjetonazorom ili zakonskim odredbama vlasti ili urednika. Vlast može cenzuru provoditi u skladu sa zakonodavstvom ili neslužbeno, u sklopu tajnih službi. Cenzura je postupak koji je svojstven autoritarnim državnim sustavima, ali u ime zaštite javnog ćudoređa nije nepoznata niti u demokratskim sustavima. Krajnji oblik u policijskim državama jest autocenzura.
Preventivna cenzura na djelu je u državama gdje ništa ne može biti objavljeno bez dopuštenja cenzora, suspenzivna cenzura odnosi se na sudsku zabranu distribuiranja (npr. povlačenje publikacija iz prodaje i knjižnica, "bunkeriranje" filmova i slično).

## Cenzura pristupa internetu
██ Prožimajući 
██ Bitan 
██ Selektivno 
██ Nema podataka
Cenzura Interneta je kontrola ili obustavljanje objavljivanje informacija, odnosno filtrirani pristup informacijama na internetu. Može ju provoditi vlada ili privatna organizacija po nalogu vlade ili na vlastitu inicijativu.

## Poveznice
- Cenzura Interneta
- Jezična cenzura u Hrvatskoj
- Teorija društvene odgovornosti medija (Četiri teorije tiska)

## Vanjske poveznice
- Ivica Grčar: Sprečavanje informacija o uskraćivanju prava pristupa Europskom sudu za ljudska prava u Strasbourgu – izvještaj i dokumenti, Zagreb, 2016.